# Chery Automobile
Chery Automobile Co., Ltd. (Чері Отомобайл Ко; кит.: 奇瑞汽车; піньінь Qíruì Qìchē — Цижуй Циче, англ. вимова: [ˈʃɛɹiː]) — державна компанія в Китаї. Спеціалізація компанії — виробництво автомобілів, а також комплектуючих до них.

## Історія
Chery Automobile Co., Ltd. була заснована в 1997 році у місті Уху, провінція Аньхой. Акціонерами компанії стали кілька державних компаній та холдингів провінції Аньхой, а також дрібні інвестори. Було закуплене обладнання європейського заводу Ford за $25 млн. Виробництво авто розпочалося у 1999 році після придбання ліцензії на шасі Toledo компанії Seat (див. Chery Amulet).
Довгий час компанія не могла отримати ліцензію на продаж авто на всій території Китаю. Компанія постачала таксі для місцевої адміністрації.
У 2001 році згідно з виконуваним урядом КНР директивним перерозподілом активів державних компаній власником 20% акцій Chery Automobile стала шанхайська компанія SAIC. Chery отримала можливість використовувати ліцензію SAIC для продажу своїх авто на всій території країни. Chery розпочала постачати свої авто в Сирію, та стала першим китайським автоекспортером.
У 2004 році SAIC вийшла зі складу акціонерів Chery. Chery зберегла своє право на продаж авто в усьому Китаї та експортувати їх.
Основний акціонер Chery — уряд провінції Аньхой.
У 2005 році активи компанії склали 1,5 млрд доларів.
Квітень 2006 року — почалась збірка автомобілів Chery в Калінінграді.
Серпень 2006 року — почалась збірка автомобілів Chery в Індонезії.
Листопад 2006 року — почалась збірка автомобілів Chery в Україні.
Березень 2007 року — зібраний 800 000 автомобіль Chery. Chery займає перше місце в Китаї з продажів легкових автомобілів за місяць — 44 568 шт.
Серпень 2007 року — зібраний мільйонний автомобіль Chery. Сьогодні в компанії Chery працює 13 000 робітників.

### Показники продаж
- 2000: ~2,000
- 2001: ~28,000
- 2002: ~50,000
- 2003: ~90,000 (8-ма в Китаї)
- 2004: ~86,000 (10-та в Китаї)
- 2005: ~188,000 (5-та в Китаї)
- 2006: 307,232 [4]
- 2007: 381,000
- 2008: 356,000
- 2009: 508,500

## Виробництво
Chery виготовляє свої авто без участі іноземних виробників автомобілів. Машини Chery — китайський продукт та китайські торгові марки.
У 2003 році Chery створила свій відділ наукових досліджень та конструкторських розробок.
Chery була звинувачена компанією General Motors у порушенні авторських прав. У 2004 році SAIC була змушена відмовитися від своєї частки в Chery.
У 2005 році Chery виготовила 185 000 авто, 10% з них було експортовано. У підсумку 2005 року Chery зайняла п'яте місце в Китаї за об'ємами виробництва авто.
У 2005 році для просування своєї продукції на ринок США Chery домовилася з Малкольмом Брікліном (Malcolm Bricklin), який першим почав продавати у США автомобілі Subaru. Бріклін планує до 2008 року відкрити в США 250 дилерських центрів та продавати 250 000 авто в рік.
Розпочато співробітництво з конструкторськими фірмами: британською Lotus Engineering та японською Mitsubishi Automotive Engineering, а також дизайнерськими фірмами Bertone та Pininfarina з Італії та Cavax з Японії.
У 2005 році компанія самостійно розпочала виробництво двигунів Acteco стандарту Euro 4, котрі були розроблені австрійською компанією AVL List. Крім того, Chery виготовляє цілий ряд двигунів с об'ємом від 0.8л до 4.0л — V8, бензинові та дизельні, рядні та V-подібні типи.
У першому кварталі 2006 року Chery вийшла на третє місце в Китаї за кількістю проданих авто.

### Плани на співробітництво
Також в першому кварталі 2006 концерн Chrysler Group дав підтвердження  співробітництву з Chery в області створення та виробництва компактних авто. 
Згідно з домовленістю, автомобілі, випущені Chery, будуть продаватися під брендом Chrysler, в основному на ринках Північної Америки та Євросоюзу. За рахунок цього Chrysler розраховує посилити свій вплив на світовому ринку в сегменті компактних авто.
До такого кроку Chrysler прийшов після аудиту якості Chery, которе дозволить йому не боятися за свій імідж в очах споживачів. Окрім того, про наміри закупити у Chery двигуни для своїх авто оголосив FIAT. Компанії підписали відповідний договір після восьми місяців із часу укладення меморандуму про взаєморозуміння, протягом яких Fiat тестував китайські двигуни. Згідно з угодою, італійська компанія щорічно купуватиме 100 тис. двигунів Chery.

### Гібридні авто
Гібридну технологію для Chery розробила компанія Ricardo Consulting Engineers Ltd.
В листопаді 2006 Chery на 9-ій Пекінській міжнародній автомобільній виставці представила готовий до виробництва гібридний седан А5.
А5 — паралельний гібрид з режимом електромобіля на швидкості менше 40 км/год. Витрата пального — 6,6 літра на 100 км.

## Бренди

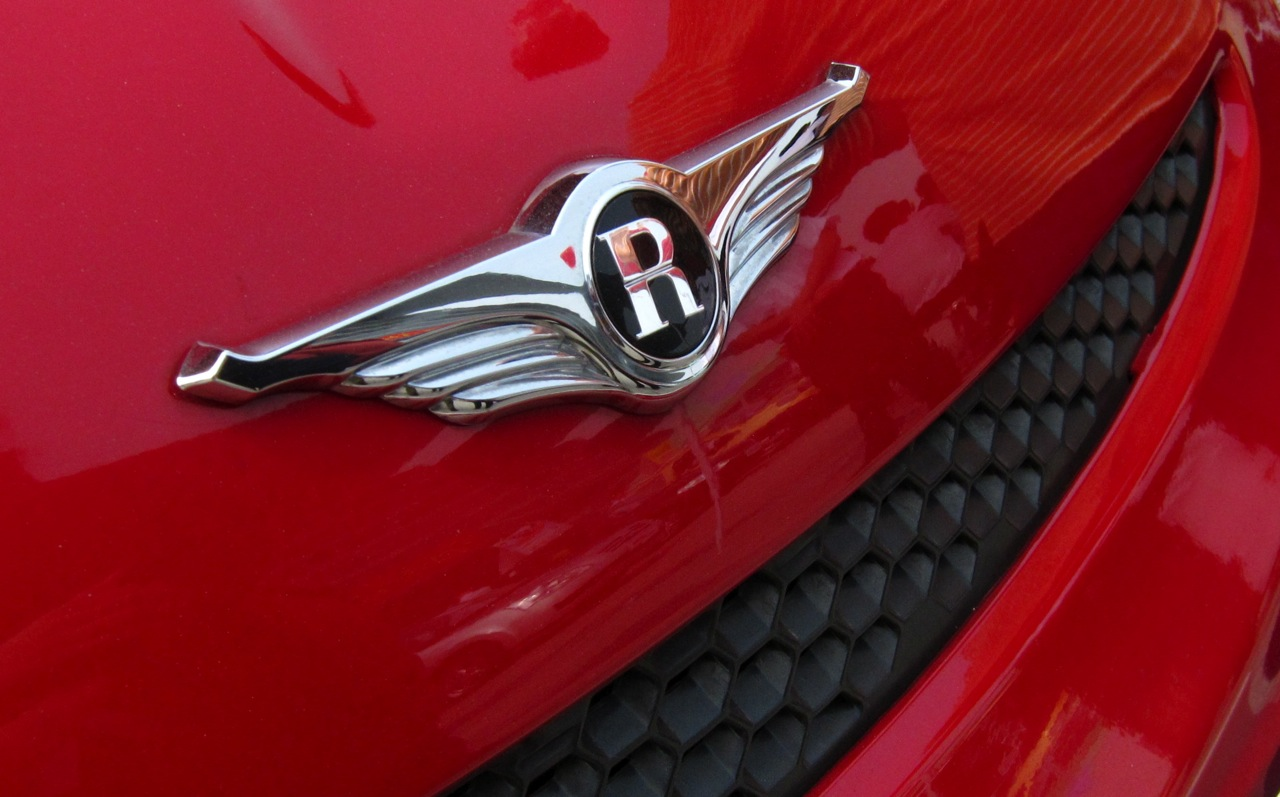
Логотип Riich

Chery Automobile розповсюджує продукцію під 4-ма суб-брендами, а саме: Chery, Rely, Karry і Riich.
- Chery: продукція включає A3, A1, A5 (2006-теперішній час), V5 (2006-теперішній час), Tiggo (2006-теперішній час), Cowin (2003-теперішній час), QQ3 (2006-теперішній час), QQ6 (2006 - по теперішній час), QQme.
- Rely: до продуктної лінії належить ряд позашляховиків, мінівенів і мікроавтобусів.
- Karry: від англійського слова "Carry", до модельного ряду належать мінівени і пікапи.
- Riich: до його продукції належить ряд престижних автомобілів різноманітних класів.
- Jetour: Це суббренд, створений у 2018 році. Під цією назвою дочірнє підприємство випускає кросовери, універсали та електромобілі.

## Модельний ряд

### Зняті з виробництва
- 2000–2006 Fulwin/Windcloud (风云) (код A11) — 1.6L седан

### Випускаються
- 2003– QQ3 (код S11) — 0,8Л & 1,1Л малолітражне авто
- 2003– Amulet/Cowin/Flagcloud (旗云) (код A15) — 1,6Л седан
- 2003– Oriental Son/Eastar (东方之子) (код B11) — седан
- 2005– Tiggo (瑞虎) (код T11) — 1,6Л & 2,0Л & 2,4Л компактний SUV
- 2006– Elara/A5/Fora/Vortex Estina (код A21) — 1,6Л & 2,0Л седан
- 2006– CrossEastar/V5 (код B14) — 2,0Л & 2,4Л мінівен
- 2006- Jaggi/QQ6 (код S21) — 1,1Л & 1,3Л малолітражне авто
- 2006- Karry — мінівен
- 2006- A18 — комерційний універсал
- 2007- Kimo/A1

#### Моделі доступні в Україні
Дистрибуцією авто марки Chery в Україні займається холдинг УкрАВТО. Співпраця дозволила охопити дилерськими центрами всю країну.  Chery одразу була представлена 5 моделями, та ще кілька планується вивести на ринок до кінця цього року. Офіційно у продажу:
- QQ
- Amulet
- Beat
- Elara
- Eastar
- Tiggo
- CrossEastar
- Jaggi
- Kimo
- A18
- A13
- M11

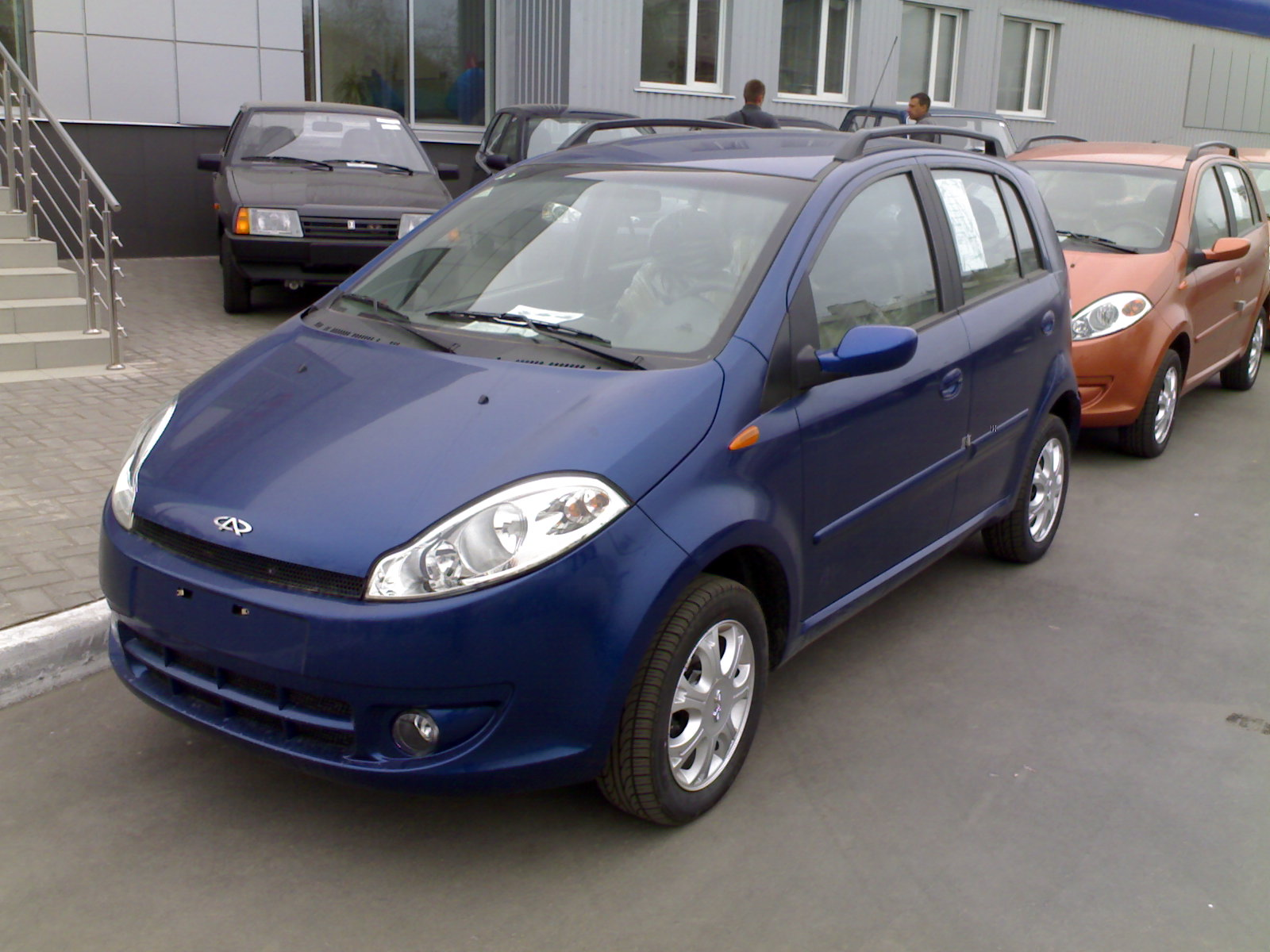
Chery A1 (Arauca)
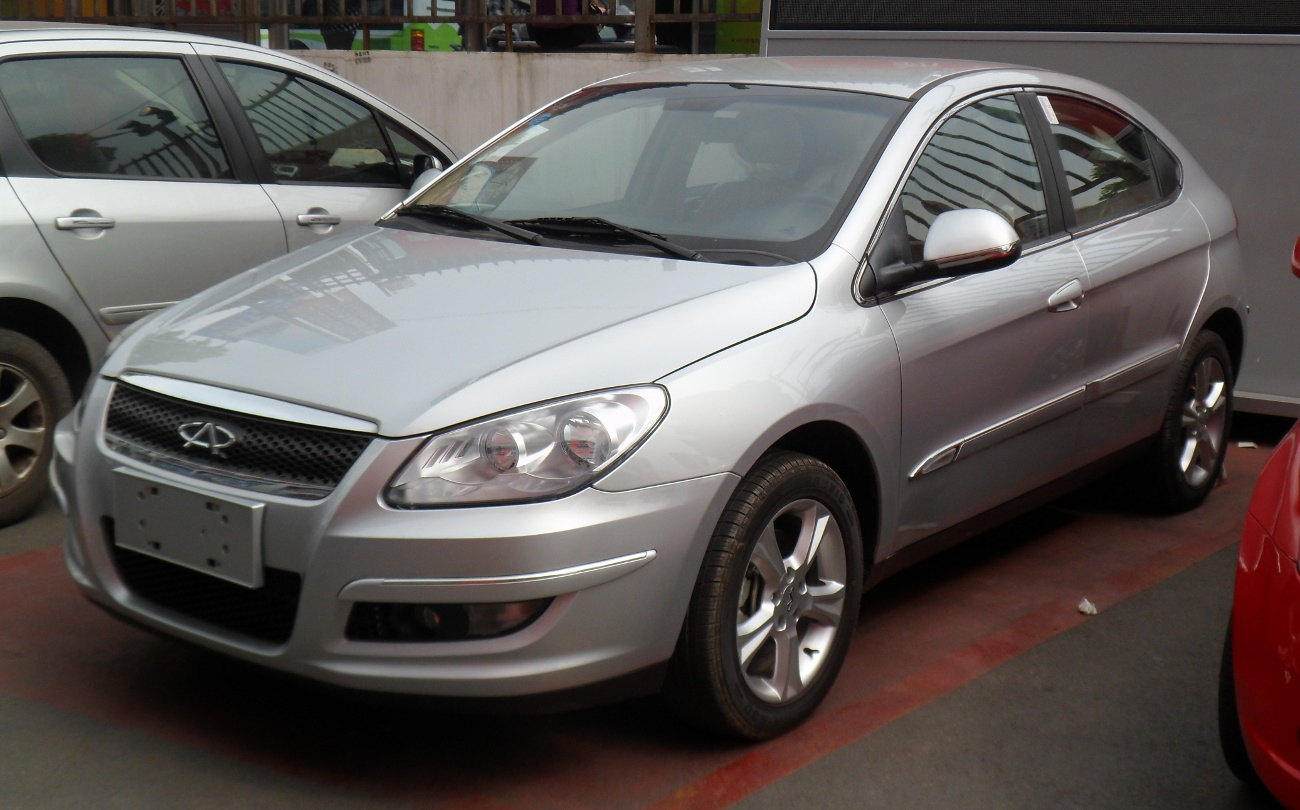
Chery A3 Hatchback
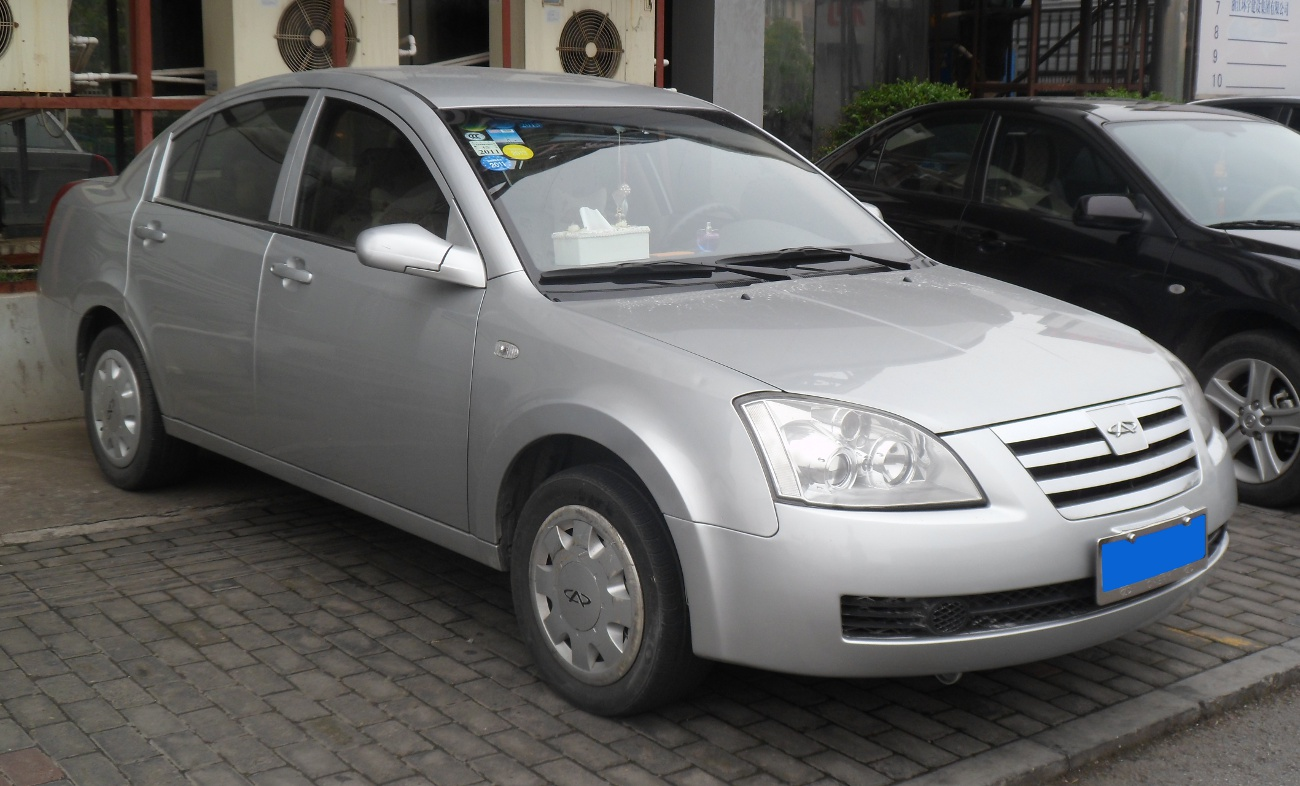
Chery A5
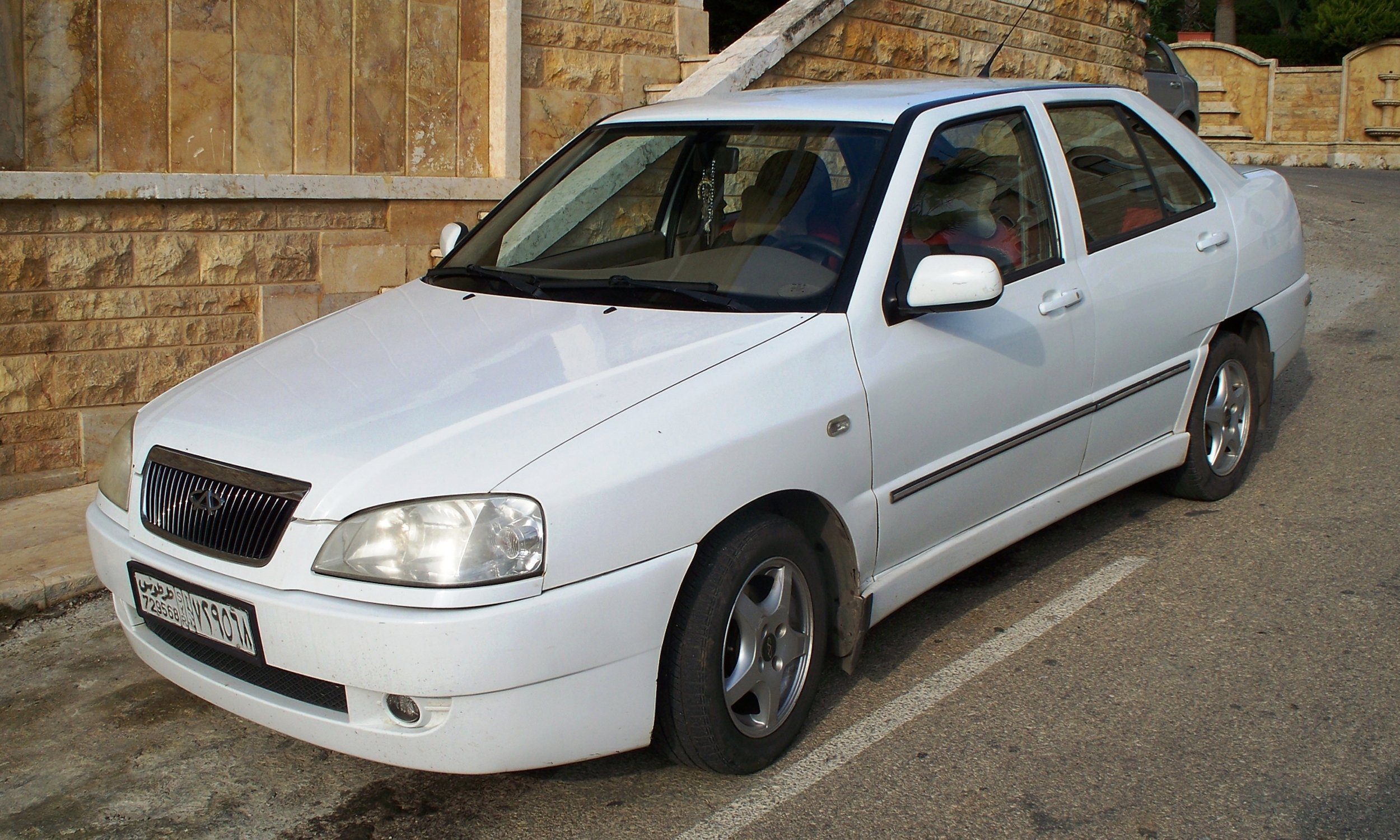
Chery Amulet
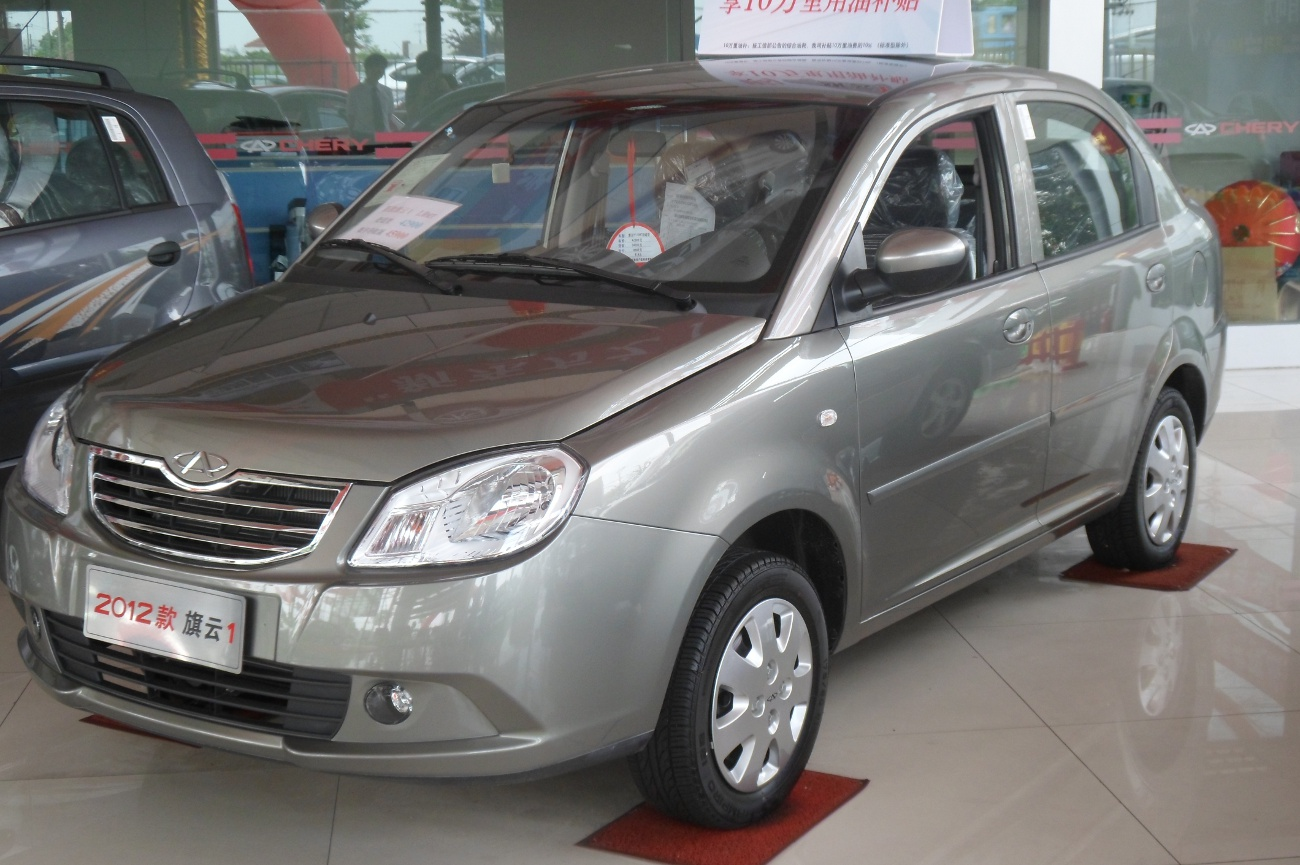
Chery Cowin 1
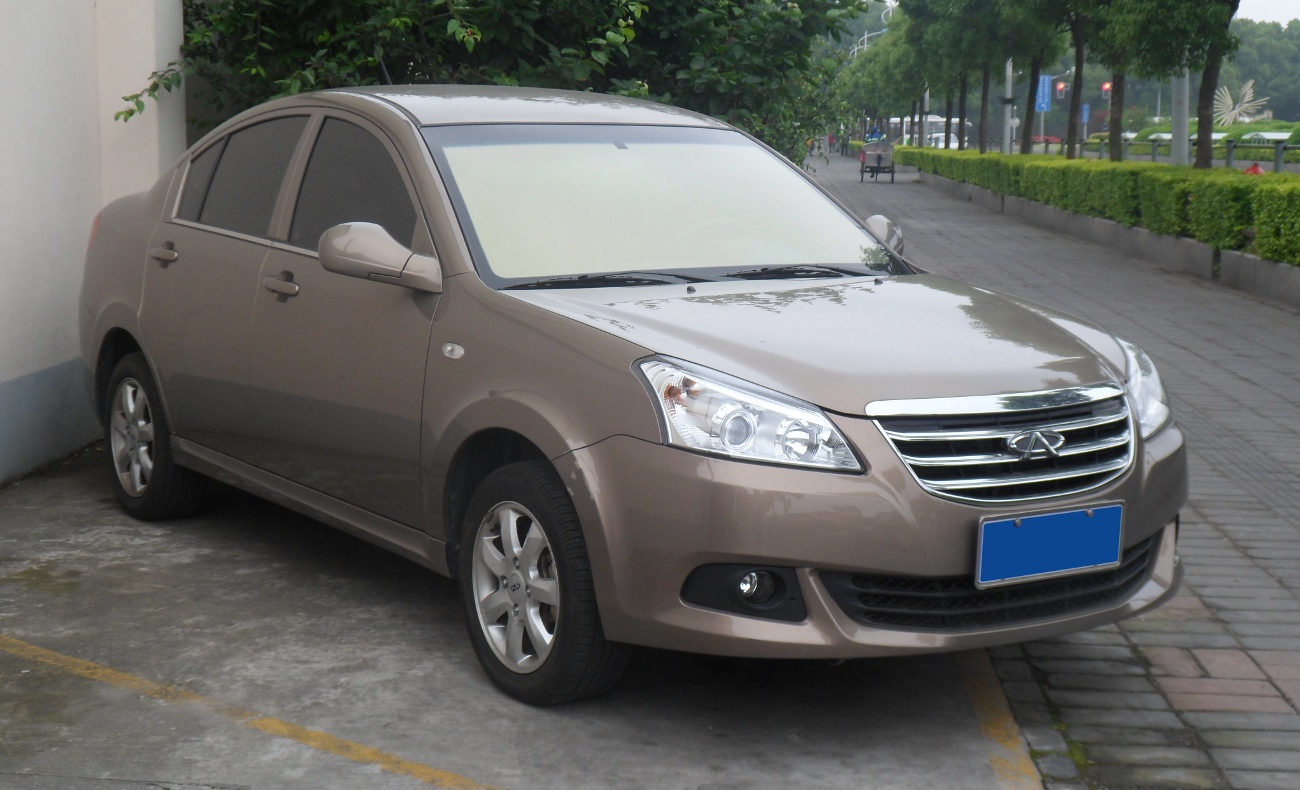
Chery E5
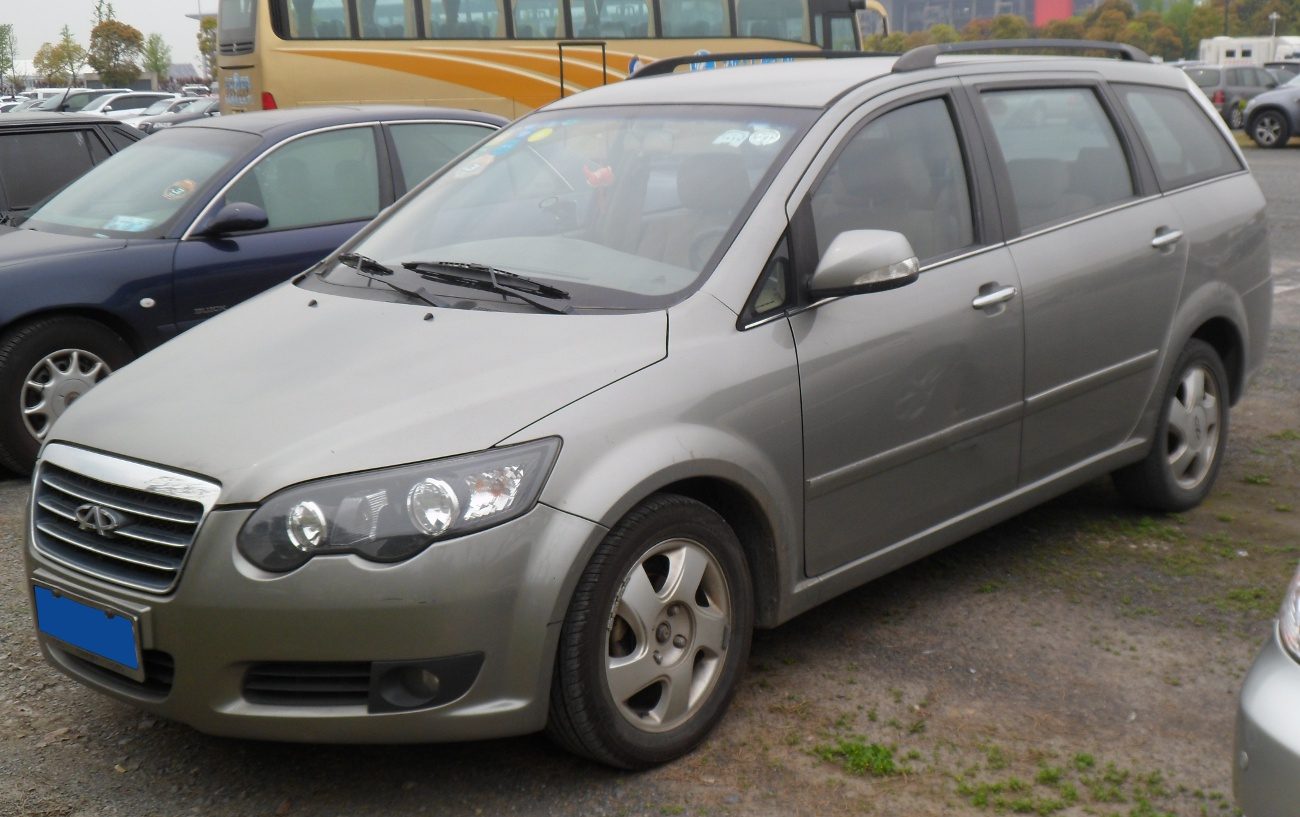
Chery Eastar Cross
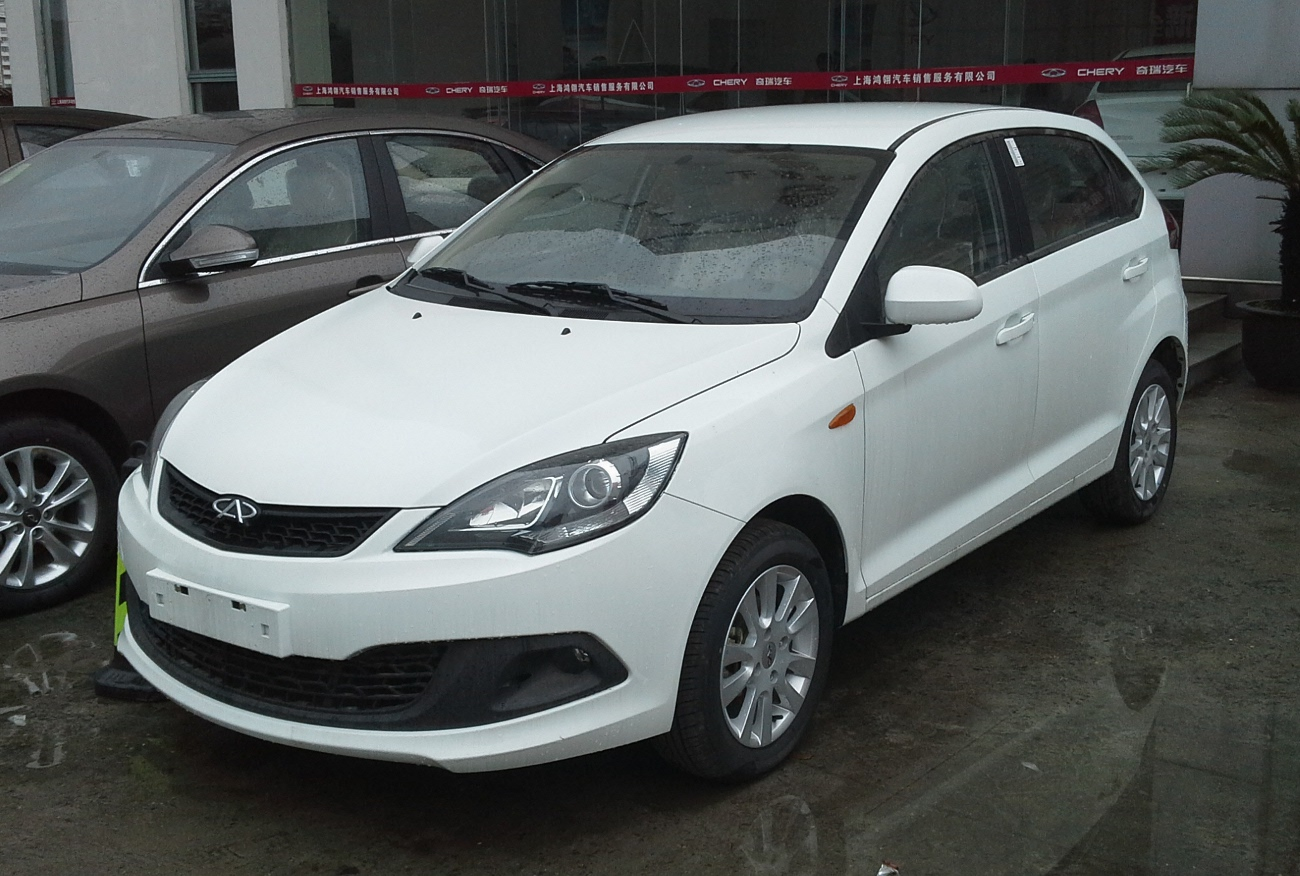
Chery Fulwin 2 Hatchback
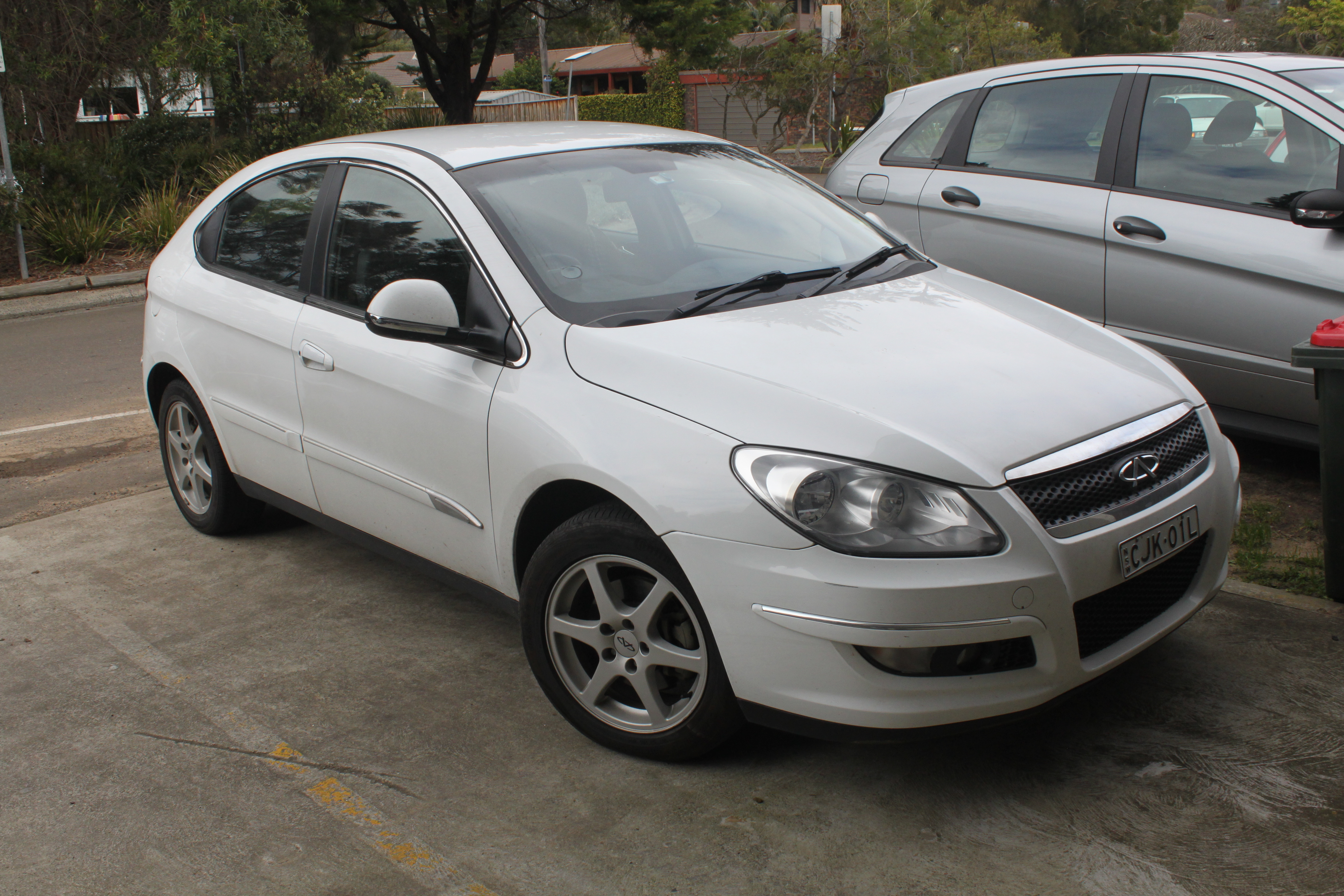
Chery J3
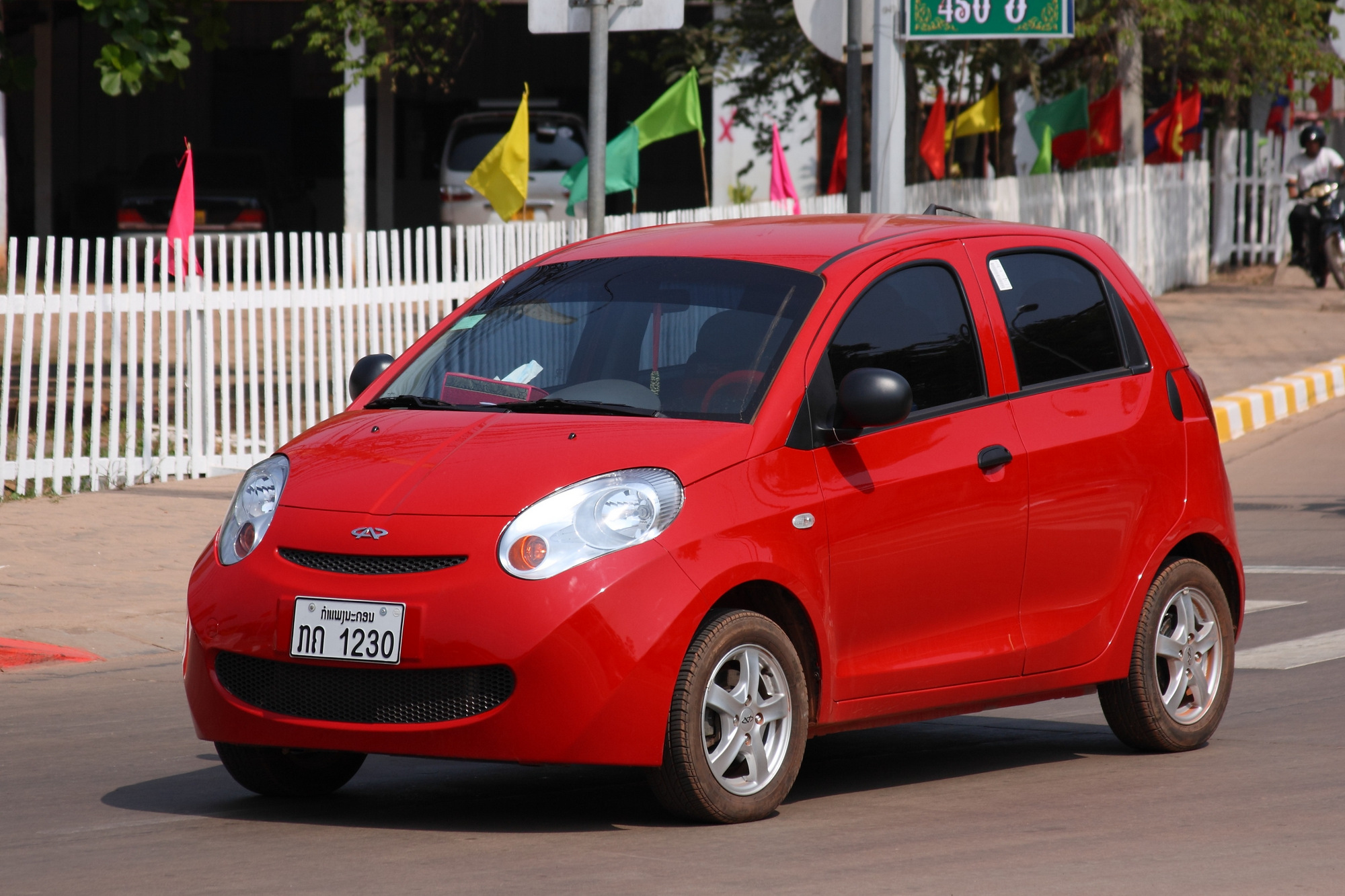
Chery M1
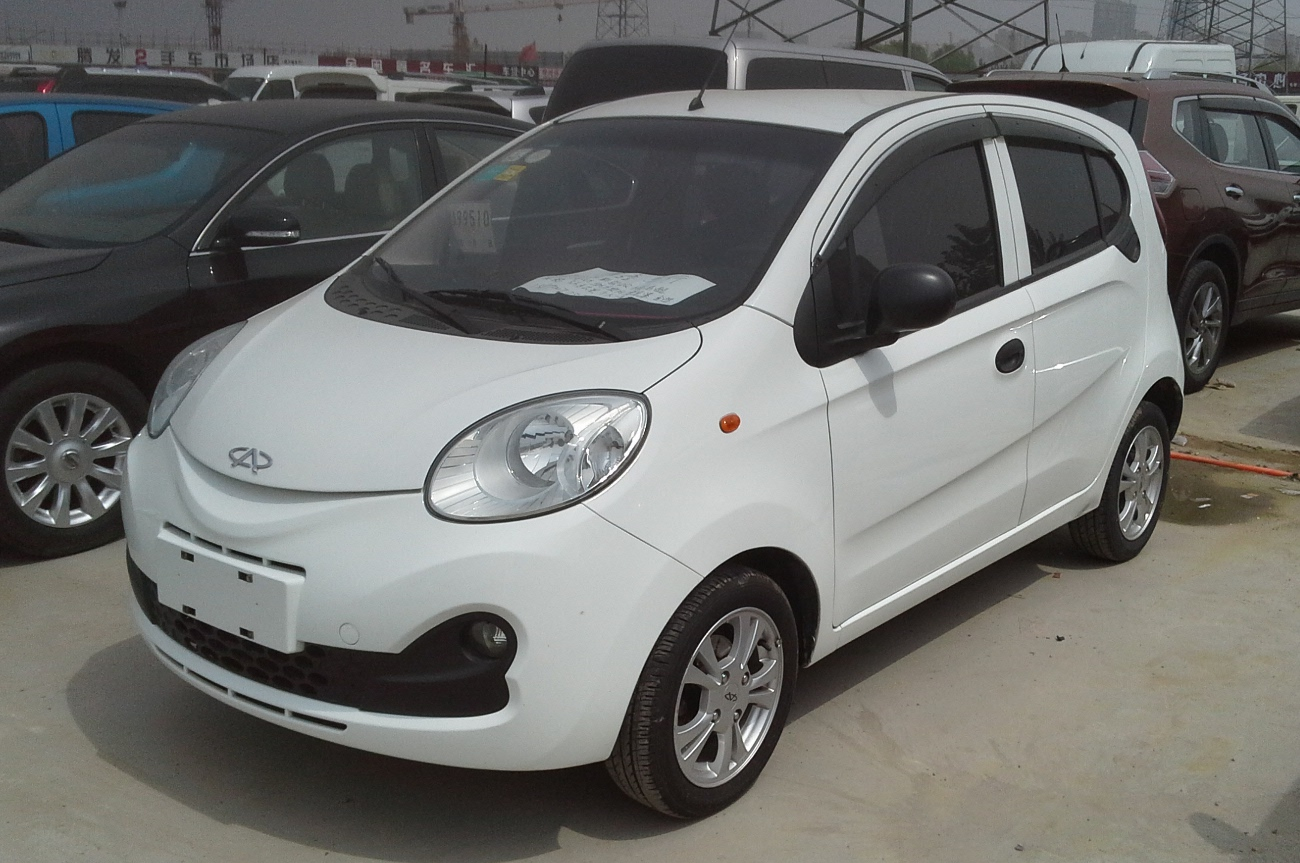
Chery QQ
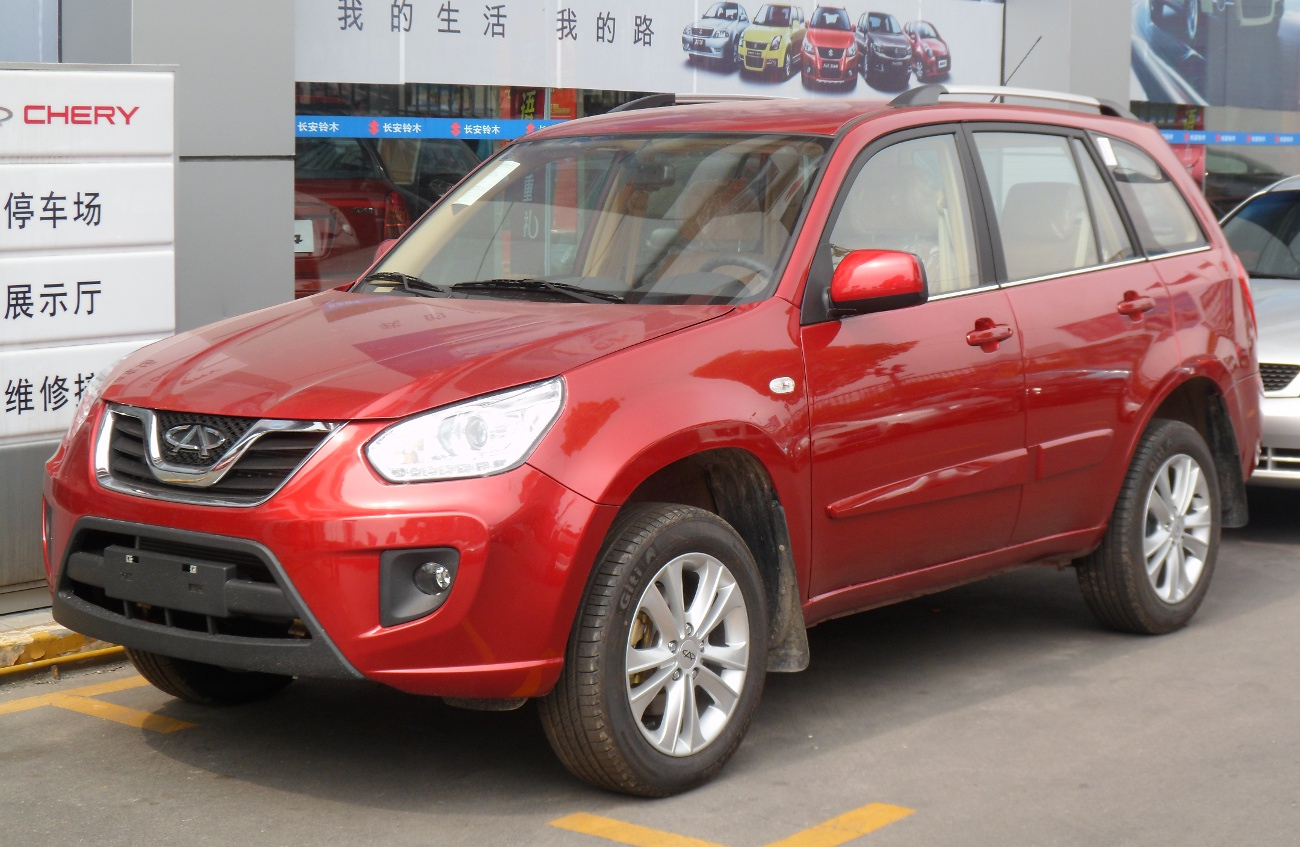
Chery Tiggo FL
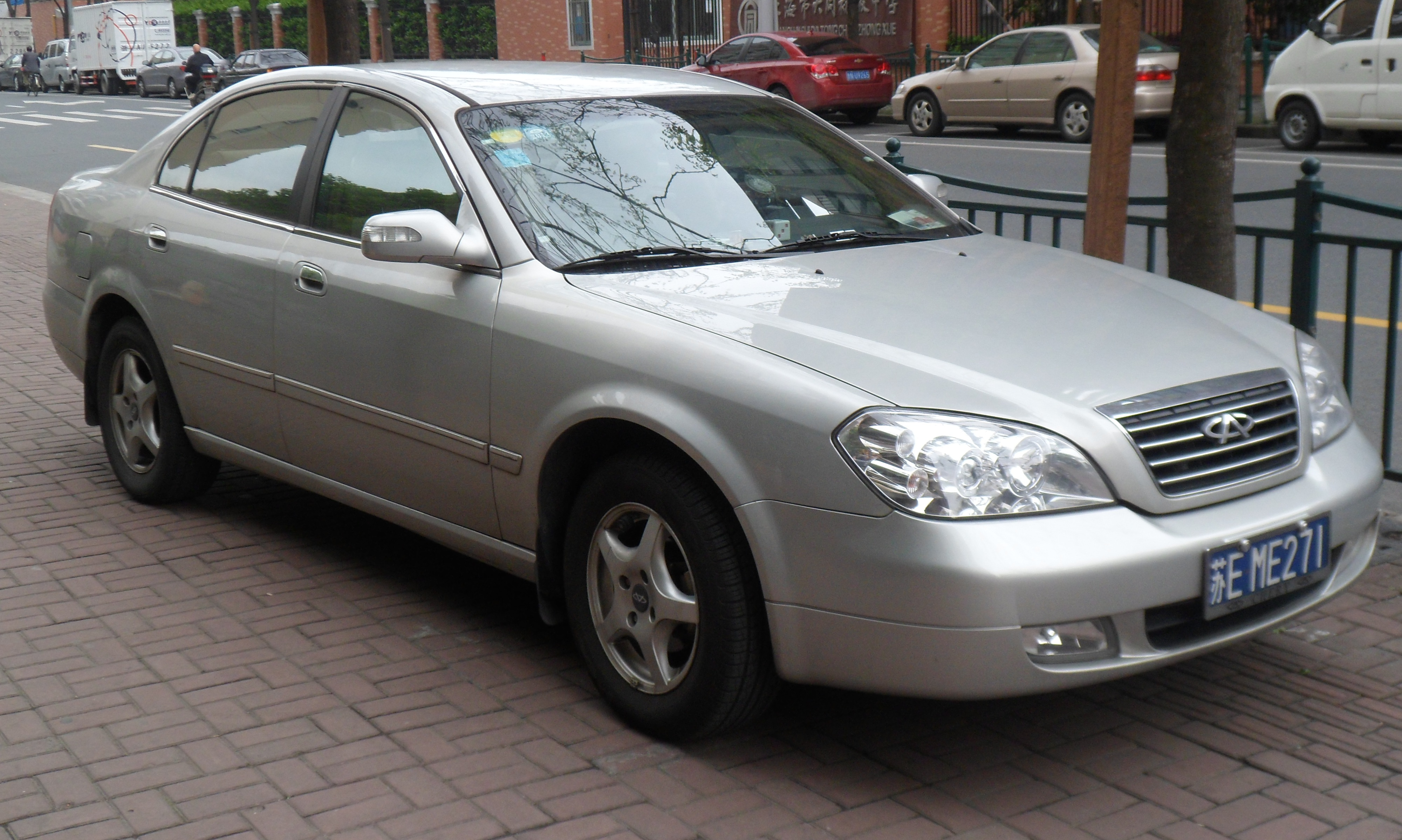
Chery Eastar

#### Chery (електромобілі)

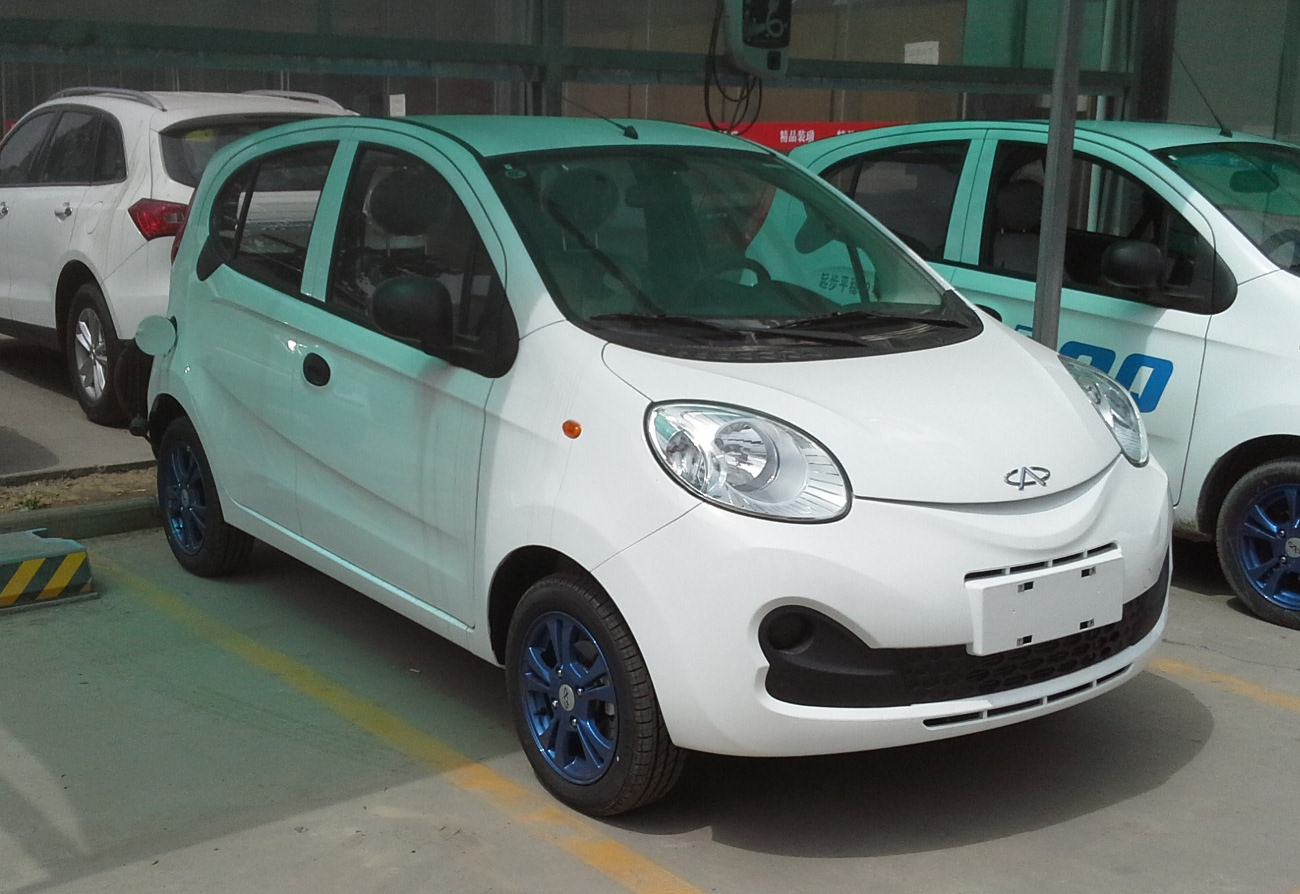
Chery eQ
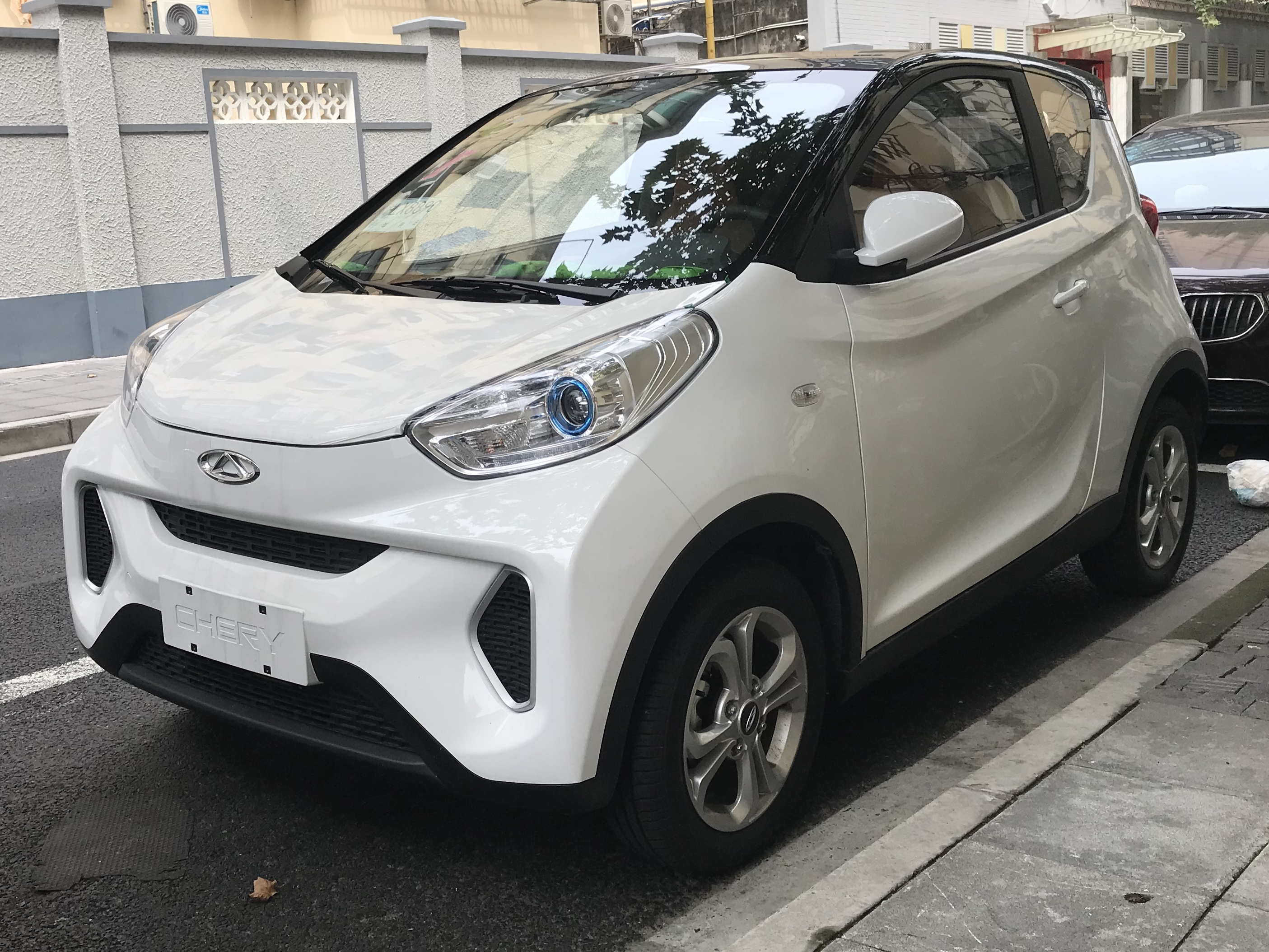
Chery eQ1
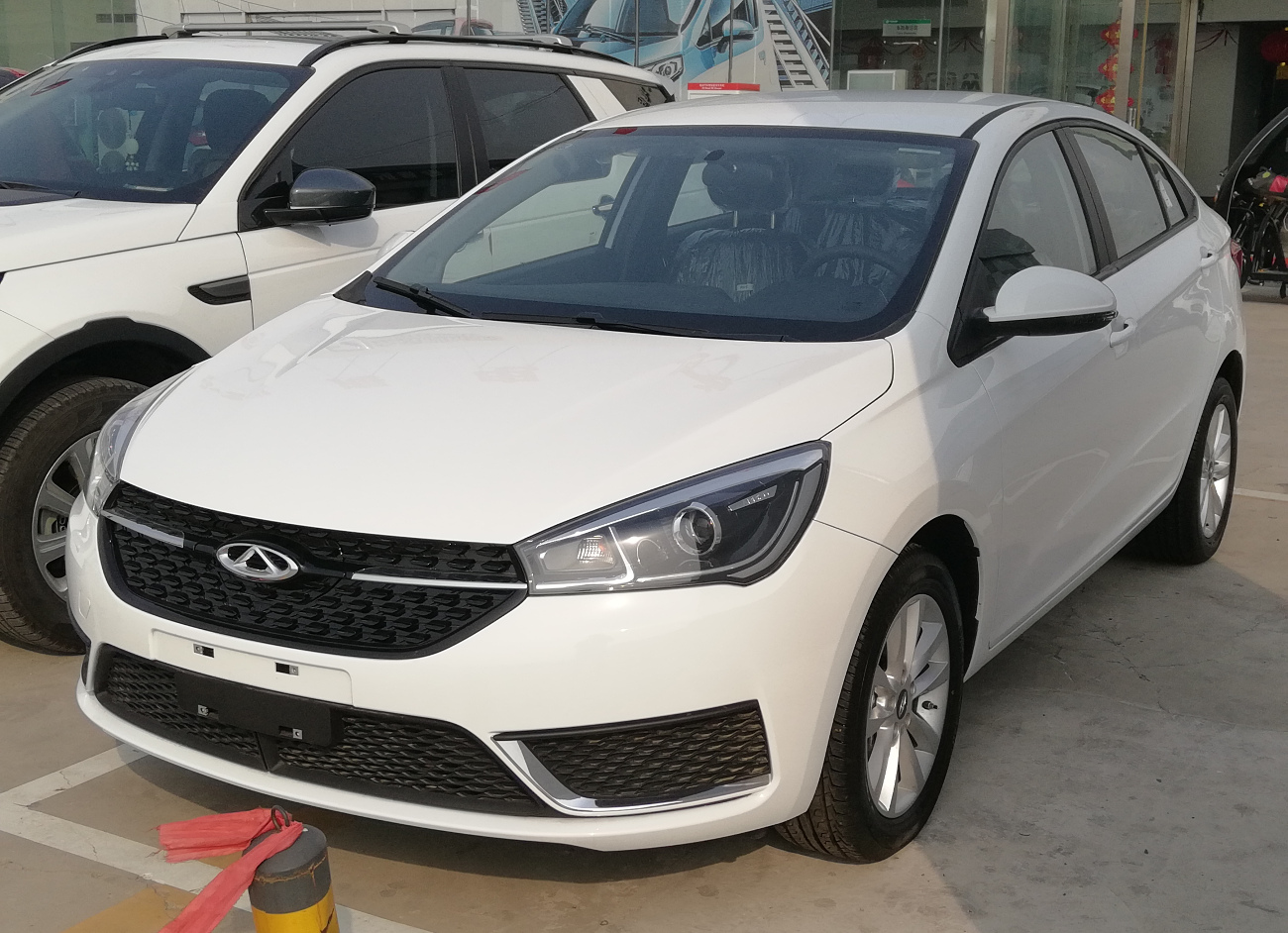
Chery Arrizo 5e
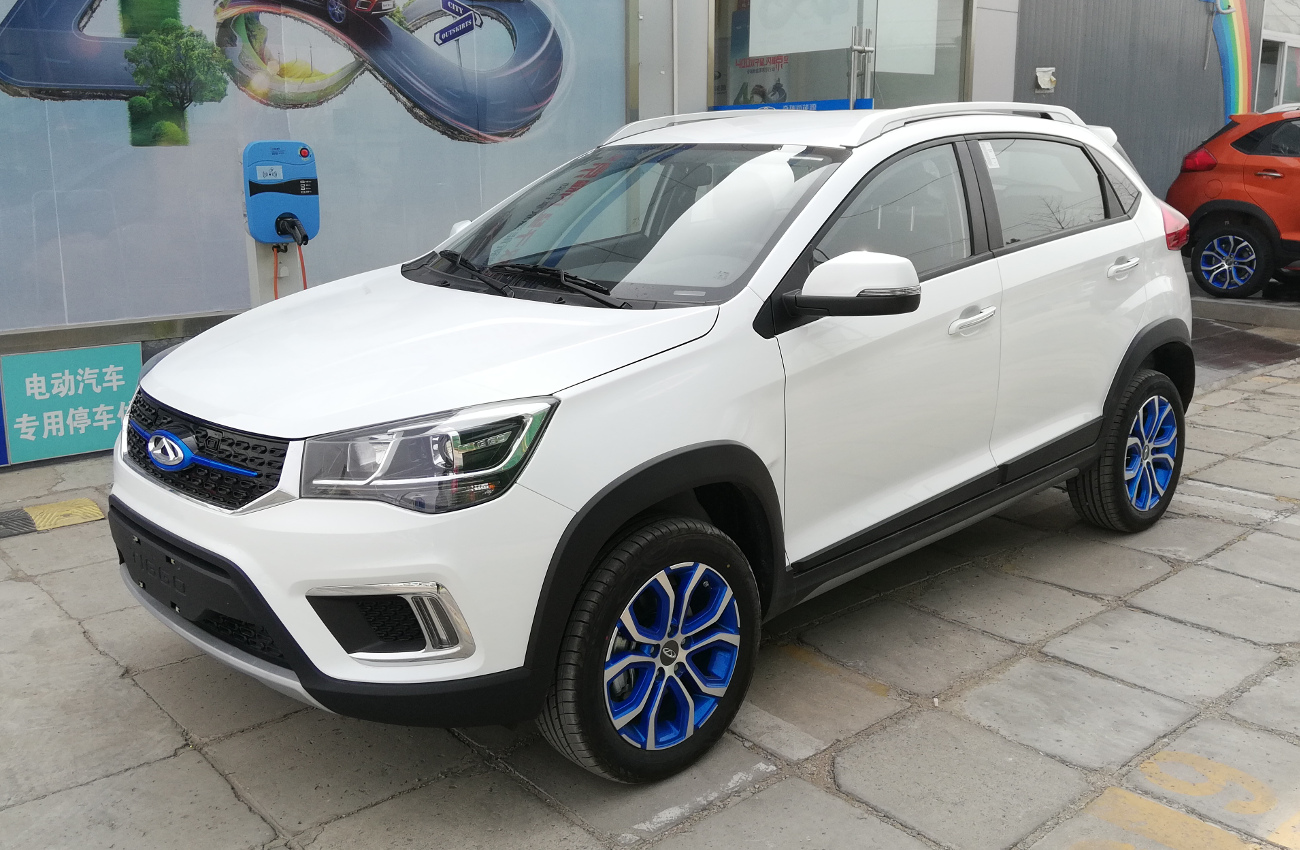
Chery Tiggo 3Xe
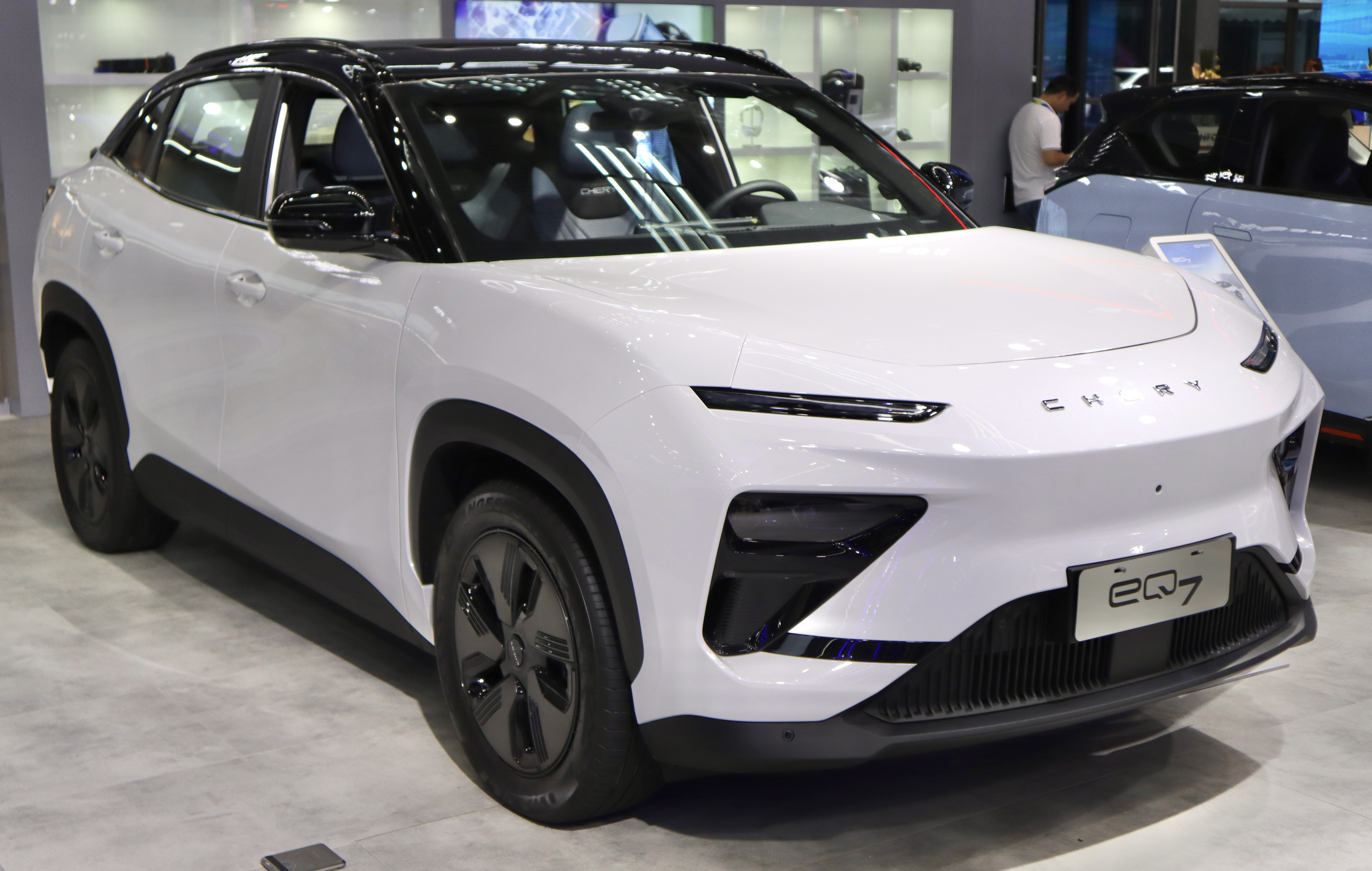
Chery Big Ant
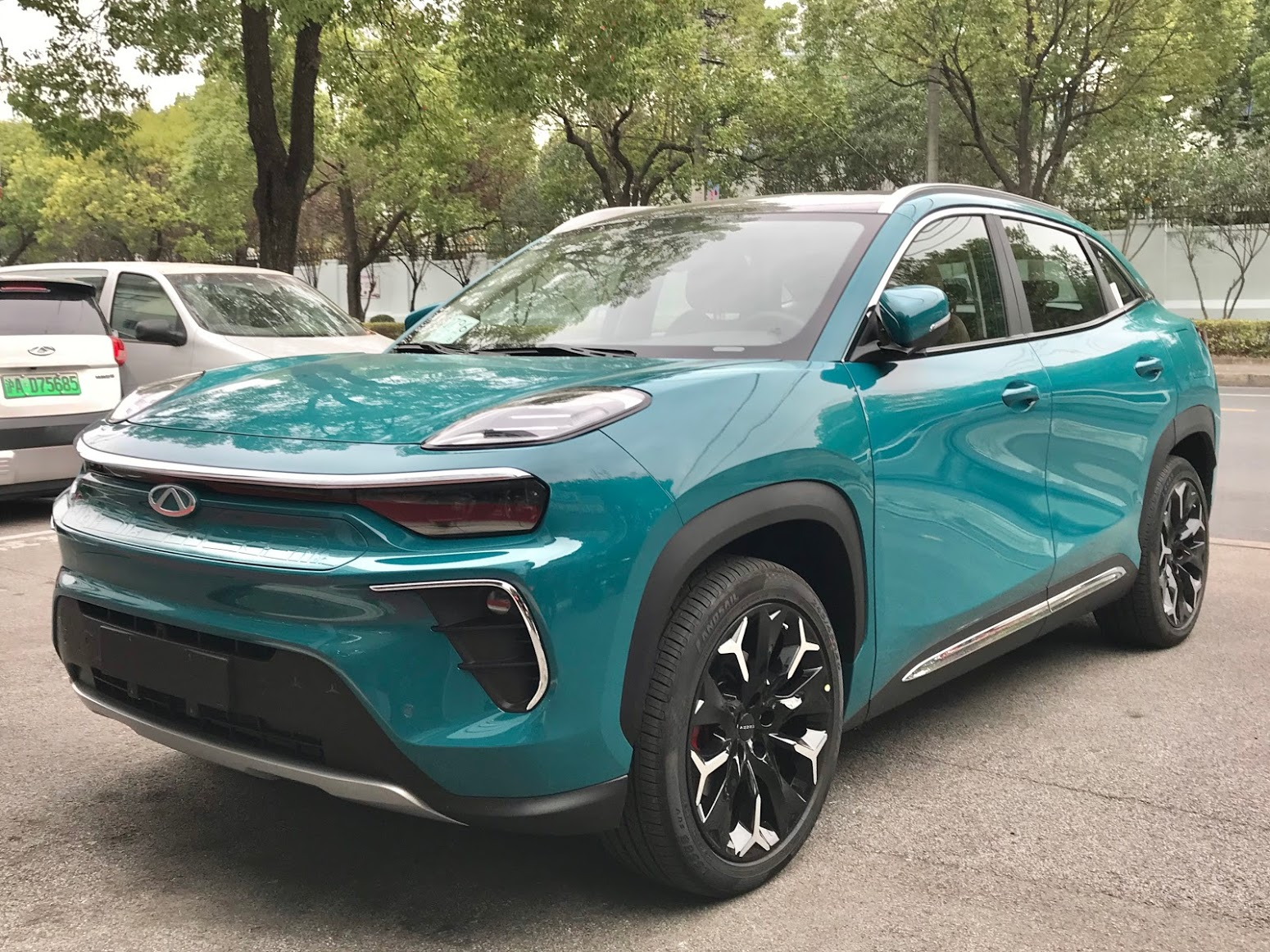
Chery eQ7
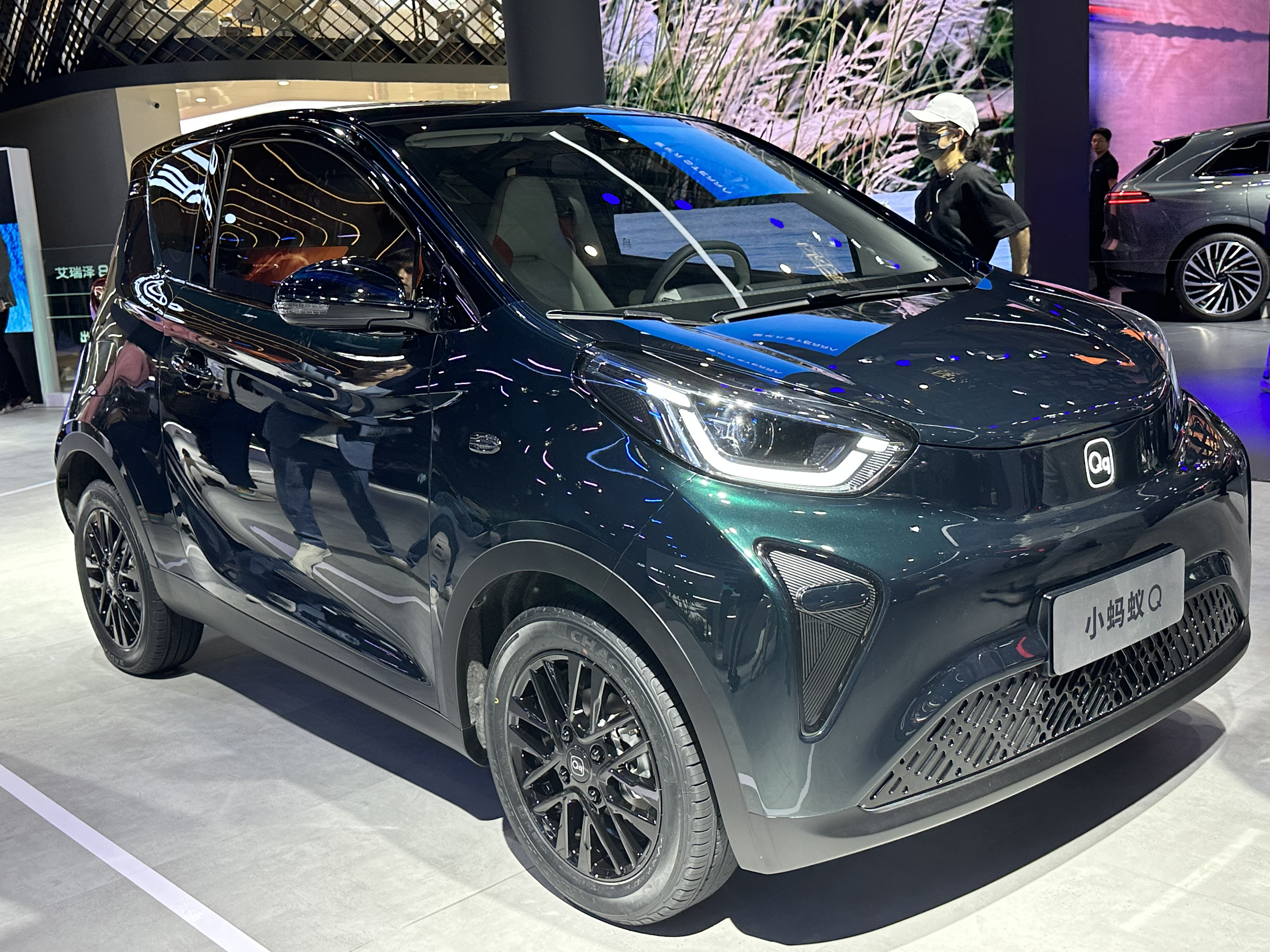
Chery Little Ant

- Chery eQ
- Chery eQ1
- Chery Arrizo 5e
- Chery Tiggo 3Xe
- Chery eQ7
- Chery Big Ant або eQ5
- Chery Little Ant

### Jetour

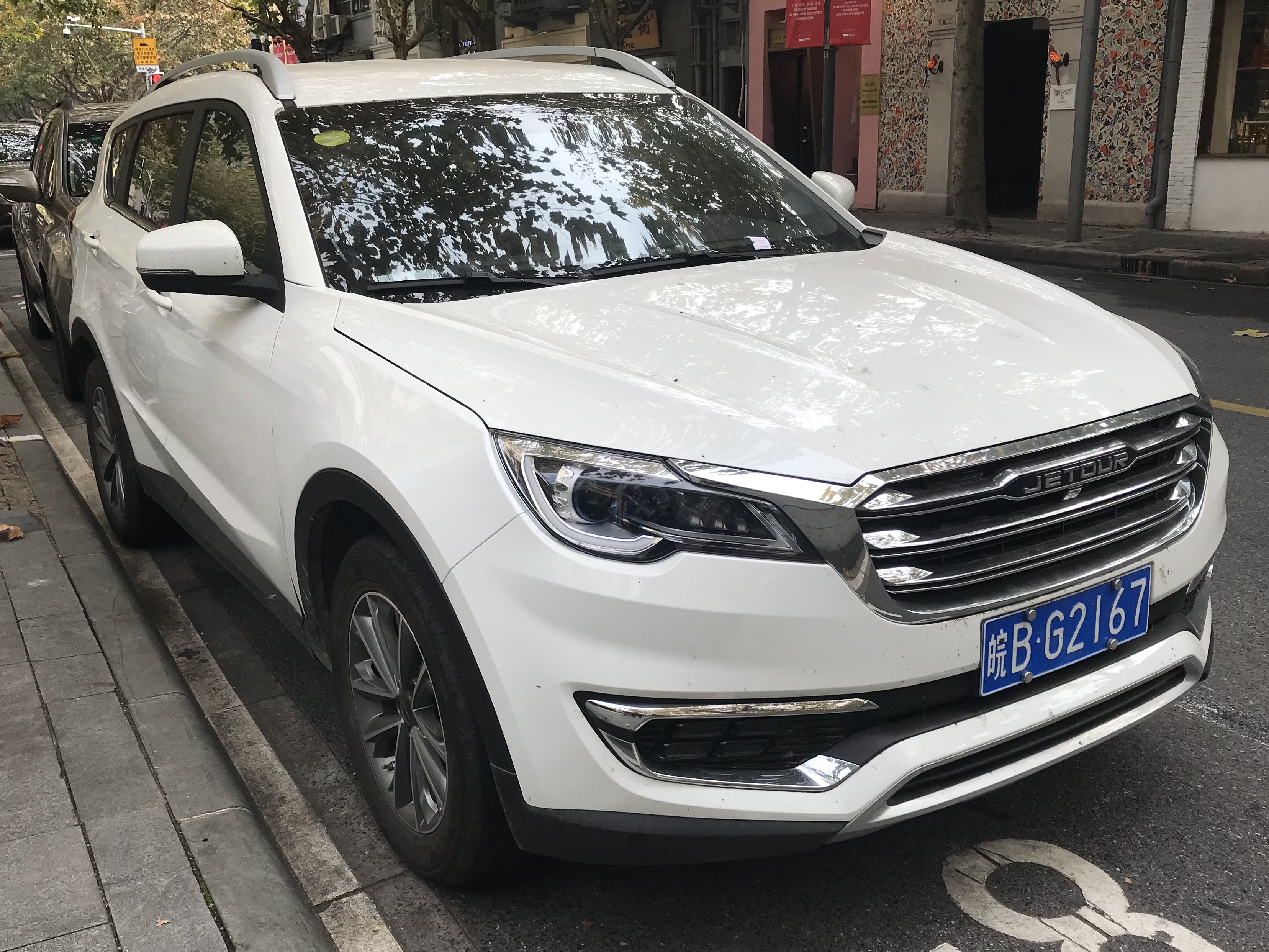
Jetour X70
- Jetour X70S
- Jetour X90
- Jetour X95

- Jetour X70

### Майбутні моделі
- 2006- код S22 (відсутня інформація про модель)
- 2007- код S12 наступник Chery QQ
- 2007- код T15 наступник Chery Tiggo
- 2007- код B12
- 2007- код S16
- 2007- код B13
- 2008- код M14
- 2008- код P12
- 2008- код F11
- 2008- код B22

### Концепт-кари
- Chery A6CC
- Chery Shooting Sport

## Виявлені недоліки
В серпні 2012 Австралія відкликала 23 тисяч автомобілів вироблених Chery Automobile та Great Wall, після того, як в їх двигунах і вихлопних системах був виявлений азбест. Азбест у всьому світі вважається канцерогеном, його імпорт Австралії законодавчо заборонений з 2004 року.